# Novella del Grasso legnaiuolo
La Novella del Grasso legnaiuolo è una narrazione di una celebre beffa ordita da Filippo Brunelleschi ai danni di un ebanista di nome Manetto Ammanatini, detto Il Grasso, nel 1409, a Firenze. La narrazione è pervenuta ai tempi moderni in numerose versioni.

## Trama
Alle riunioni di una brillante Brigata di fiorentini intervengono il celebre architetto Filippo Brunelleschi e l'ebanista Manetto detto il grasso; poiché quest'ultimo non si presenta ad una cena, gli altri membri della brigata, alquanto punti dall'essere trascurati da Manetto, che oltretutto è di condizione più bassa di tutti gli altri amici, agli ordini del Brunelleschi ordiscono una complicatissima beffa. Si farà credere a Manetto di essere un'altra persona, un certo Matteo Mannini, fannullone che vive alle spalle dei parenti. Con la complicità di un gran numero di persone, la beffa riesce al punto di far dubitare alla vittima della propria stessa identità. Alla fine della vicenda per evitare il ridicolo il povero legnaiuolo è costretto a trasferirsi, al seguito di Pippo Spano, in Ungheria, dove peraltro farà fortuna.

## Versioni
La novella è considerata il capolavoro del genere della novella spicciolata, tipico del '400 italiano. Derivando da una beffa realmente avvenuta che è stata narrata in numerose versioni; le più rilevanti dal punto di vista letterario sono tre:
- La più diffusa narrazione, detta Vulgata, è tramandata in un gran numero di manoscritti; il più ricco di dettagli è il manoscritto Palatino 51 conservato nel Fondo Palatino alla Biblioteca nazionale centrale di Firenze.
- Quella preposta alla biografia del Brunelleschi, la più ambiziosa dal punto di vista letterario, prevalentemente attribuita dalla critica[1] ad Antonio Manetti.
- Infine una versione detta del manoscritto Palatino 200, anch'essa nel Fondo Palatino a Firenze, derivata da una tradizione indipendente.

Nel 2011, la novella è servita da ispirazione per il film di Neri Parenti Amici miei - Come tutto ebbe inizio, sorta di prequel della saga iniziata con Amici miei, film del 1975 diretto da Mario Monicelli.

## Edizioni
- Antonio Lanza (a cura di), La Novella del Grasso legnaiuolo - nelle edizioni di Antonio Manetti, dei codici Palatino 51 e Palatino 200, di Bernardo Giambullari e di Bartolomeo Davanzati, Valecchi, Firenze, 1989
- AA.VV. Novella del grasso legniaiuolo - nella redazione del codice Palatino 200 - Testo - Frequenze - Concordanze Accademia della Crusca, Firenze, 1968